# 梅雪詩
梅雪詩（英語：Mandy Fung，1941年7月20日—），原名馮麗雯，祖籍廣東恩平，香港著名粵劇演員，花名『阿嗲』。早年在灣仔登龍街生活，出道於1960年，當時往「仙鳳鳴」投考青年女演員。首次演出就是「仙鳳鳴」的新作《白蛇新傳》。因此是任劍輝及白雪仙的徒弟。梅雪詩有一副得天獨厚的好嗓子，聲音嘹亮，悅耳動人，加上苦心鑽研，故此深得白雪仙的韻味。後來曾與林錦棠合組“慶鳳鳴劇團”。2005年11月與龍劍笙合演《西樓錯夢》，2007年再演帝女花。中途曾因病失聲。